# Neophyllaphis cuschensis
Neophyllaphis cuschensis  (лат.) — вид архаичных тлей рода Neophyllaphis из подсемейства Neophyllaphidinae. Эндемики Южной Америки: Перу.

## Описание
Мелкие насекомые, длина 1,5—2,3 мм. Усики 6-члениковые (длиной 0,83—1,28 мм), короче чем тело. Монофаги, питаются на молодых ветвях хвойных растений Podocarpus glomeratus (Podocarpaceae, Перу)
.